# Zdzisław Lubomirski
Principe Zdzisław Lubomirski (AFI: [ˈʑd͡ʑiswaf lubɔˈmirskʲi]; 1865-1943) fue un aristócrata, terrateniente, abogado, político conservador y activista social polaco. Fue presidente del "Comité Civil Central" (Centralny Komitet Obywatelski) en 1915. De 1916 a 1917 fue alcalde de Varsovia. Fue un activista del "Partido de Política Real" (Stronnictwo Polityki Realnej) y de 1917 a 1918 miembro del Consejo de Regencia. De 1928 hasta 1935 miembro del senado y presidente del "Consejo de Organizaciones de Terratenientes" de 1931 a 1935.
En 1893, Lubomirski se casó con Maria Branicki, con quien tuvo tres hijos: sus hijas Julia Maria (nacida en 1894) y Dorota (nacida en 1904), e hijo Jerzy Aleksander (nacido en 1896). Junto con su esposa,  vivieron en una casa en el distrito de Frascati, Varsovia y en un inmueble familiar localizado en el pueblo de Mala Wies, cerca de Grojec.

## Primeros años
Zdzislaw Lubomirski nació el 4 de abril de 1865 en la ciudad rusa de Nizhni Nóvgorod. Fue hijo del príncipe Jan Tadeusz Lubomirski, y Maria Zamoyska. Desde sus padres patrióticos quisieron que su hijo fuese criado con un fuerte espíritu polaco, siendo niño fue enviado a la Galitzia austriaca, donde asistió al Instituto Sta. Anna de Cracovia. De 1883 a 1887, Lubomirski estudió leyes en Universidad Jaguelónica y la Universidad de Graz.

## Carrera

### Inicios del siglo XX
A principios del siglo XX, Lubomirski se convirtió en una figura pública bien conocida en las particiones de Polonia, debido a su trabajo de caridad. En 1904, fue vicepresidente de la Asociación de Varsovia de Caridad, y un curador del Instituto Oftálmico, el cual proporcionó exámenes de la vista gratis para los pobres. Dado a su educación oficial en el Congreso controlado por Rusia, tuvo que aprender la lengua rusa, Lubomirski ayudó con la fundación de escuelas de lengua polaca y bibliotecas. Cofundó fundaciones administrativas y organizativas del futuro sistema de educación polaco. Cocreó una organización llamada Spojnia Narodowa (Unidad Nacional; 1905), y participado en reuniones de profesores y miembros de la Asociación de Educación Nacional.

### Primera Guerra Mundial
Durante la Primera Guerra Mundial, el príncipe continuó con sus actividades de caridad. Entre otros, fue presidente de varias organizaciones, como el Comité de Soporte de Trabajo Social, Comité de Ayuda Sanitaria polaca, y Aprovisionamiento de Autoayuda a terratenientes. El 3 de agosto de 1914, Lubomirski fue miembro de Comité Cívico de la Ciudad de Varsovia. Desde que la supervisión rusa de este cuerpo fue casi inexistente, el Comité Cívico disfrutó amplia autonomía. Sus actividades eran altamente alabadas por los residentes de Varsovia.

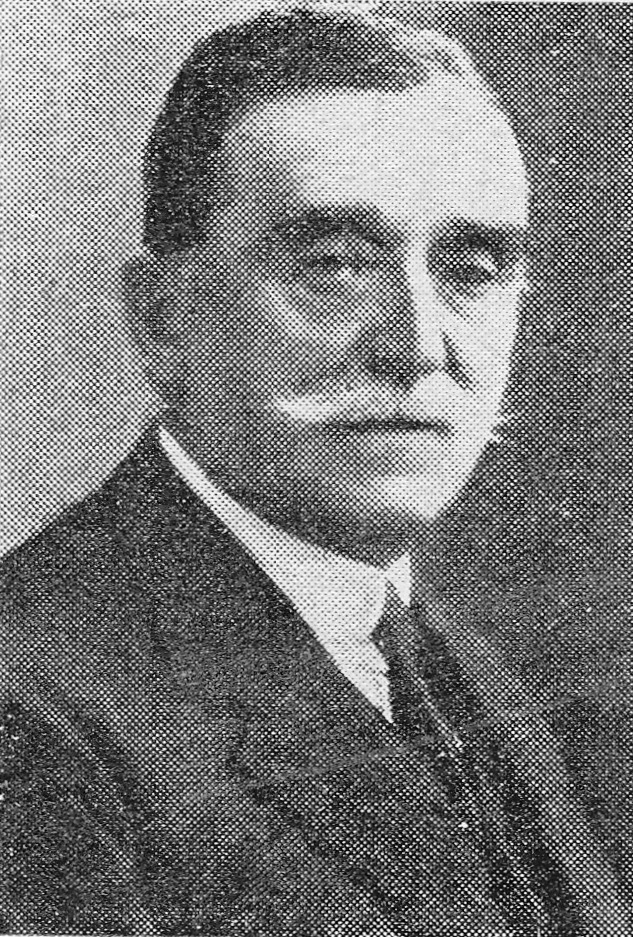
Zdzisław Lubomirski

En agosto de 1915, durante la Gran retirada rusa, los ejércitos del Imperio alemán ingresaron a Varsovia. Lubomirski rechazó abandonar la ciudad, y con permiso de las autoridades alemanas,  fue nombrado presidente del Comité Civil Central. Bajo su liderazgo, una red de escuelas de lengua polaca fueron creadas, y Lubomirski sirvió como mediador entre los residentes polacos y el gobierno alemán (el Comité fue más tarde rebautizado a Consejo del Bienestar Central). Para ganar máxima autonomía para Polonia, Lubomirski cooperó con los alemanes. Al mismo tiempo,  intente democratizar la vida política del país. El 16 de julio de 1916, con permiso de las autoridades alemanas, se llevaron a cabo elecciones locales en Varsovia, después de qué Lubomirski pasara a ser el alcalde de la ciudad. El 13 de diciembre de 1916, conoció por primera vez a Józef Pilsudski, ofreciéndole un cargo en el futuro gobierno polaco.
El 5 de noviembre de 1916, los emperadores de Alemania y Austria-Hungría emitieron el conocido Acto del 5 de noviembre, en qué prometieron un estado polaco independiente (ver también Regencia de Polonia (1916–18)). Un año más tarde, el 16 de septiembre de 1917, los alemanes crearon un gobierno provisional en Polonia, el Consejo de Regencia, con Zdzislaw Lubomirski como uno de sus tres miembros (junto con el Arzobispo Aleksander Kakowski, y Józef Ostrowski). El Consejo tuvo su primera reunión en el Castillo Real de Varsovia el 27 de octubre de 1917.

### Vida política
El 7 de octubre de 1918, por iniciativa del príncipe Lubomirski, se anunció la declaración de independencia de Polonia. Una semana después, los primeros soldados del Ejército polaco juraron lealtad a la bandera polaca. Lubomirski consideró a Józef Piłsudski como un excelente político y estadista, y apoyó el nombramiento de Piłsudski para el puesto de jefe de Estado (ver Naczelnik Państwa). El 10 de noviembre de 1918, Lubomirski dio la bienvenida a Piłsudski en la estación de tren de Varsovia, y cuatro días después, Piłsudski pasó a ser la cabeza de estado polaco.
A inicios de los años veinte, Lubomirski se retiró de la vida política. Decidió regresar a la política después del Golpe de mayo. El 13 de mayo de 1926 habló con Piłsudski en la estación de trenes este de Varsovia. Poco después,  estaba entre los cuatro candidatos consideraros para el puesto de Presidente de Polonia, pero no aceptó luchar por el cargo. De 1928 a 1935, Lubomirski fue senador de Bloque no partisano para cooperar con el gobierno y presidente de dos comisiones de Senado: defensa y relaciones exteriores. Participó frecuentemente en diferentes acontecimientos internacionales, como funeral del Mariscal Ferdinand Foch en 1929.
En 1930, Lubomirski renunció del senado en protesta contra los juicios de Brest, pero el primer ministro Walery Slawek no aceptó la renuncia. Lubomirski le desagradó el apodado régimen de los coroneles, y a finales de los años treinta,  organizó varias reuniones secretas, en las que la situación política de la Segunda República Polaca fue tema de discusión. El gobierno de Sanacja era consciente de ello, y bloqueó a Lubomirski las posibilidades de postularse a senador en las elecciones de 1938. Entretanto, Lubomirski continuó sus actividades de caridad, como miembro de varias organizaciones cívicas.

## Invasión de Polonia y muerte
En septiembre de 1939, durante el Asedio de Varsovia, Lubomirski participó activamente en el Comité Cívico, al mando de Stefan Starzynski. En los primeros meses de la ocupación alemana de Polonia,  trabajó en crear un gobierno bajo tierra bajo el mando del General Juliusz Rómmel, que era el ministro de asuntos exteriores. Nunca fue creado, ya que los dirigentes polacos decidieron abrir el gobierno de Polonia en el exilio, primero en París y luego en verano de 1940, en Londres. Lubomirski decidió permanecer en la Polonia ocupada. El 10 de noviembre de 1942 fue arrestado por la Gestapo y pasó dos meses en prisión. Durante este tiempo, su salud se deterioró, y nunca se recuperó. Lubomirski falleció el 31 de julio de 1943 en su residencia en Małun Wieś cerca de Grójec. Fue enterrado en una iglesia parroquial en Bielsko Duże.
| Predecesor: Hans von Beseler como gobernador general de Varsovia | Regente de Polonia, junto a Aleksander Kakowski y Jozef Ostrowski 1916-1918 | Sucesor: Józef Piłsudski como jefe de Estado de la Segunda República Polaca |